# Michael Mästlin

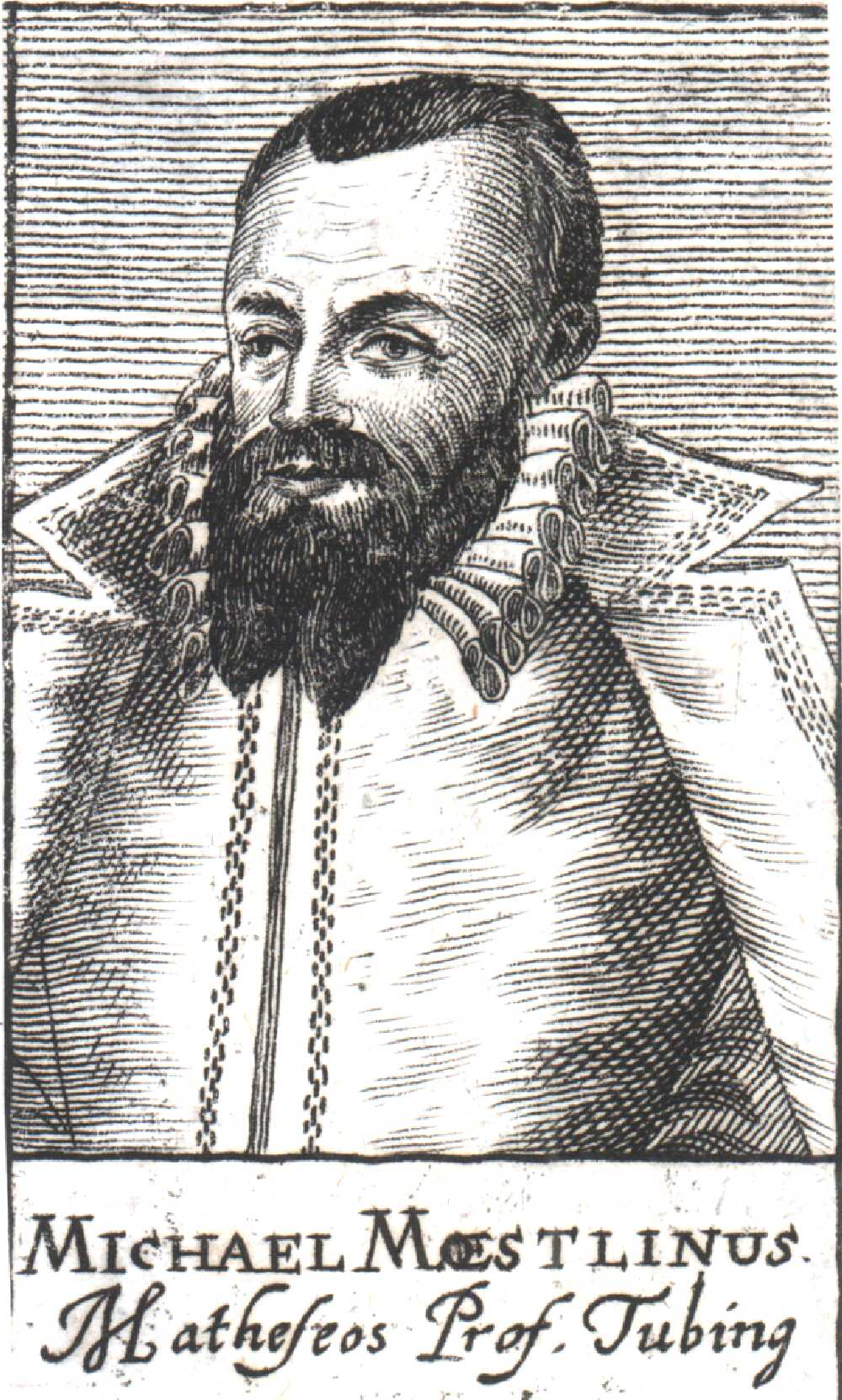
Michael Maestlin

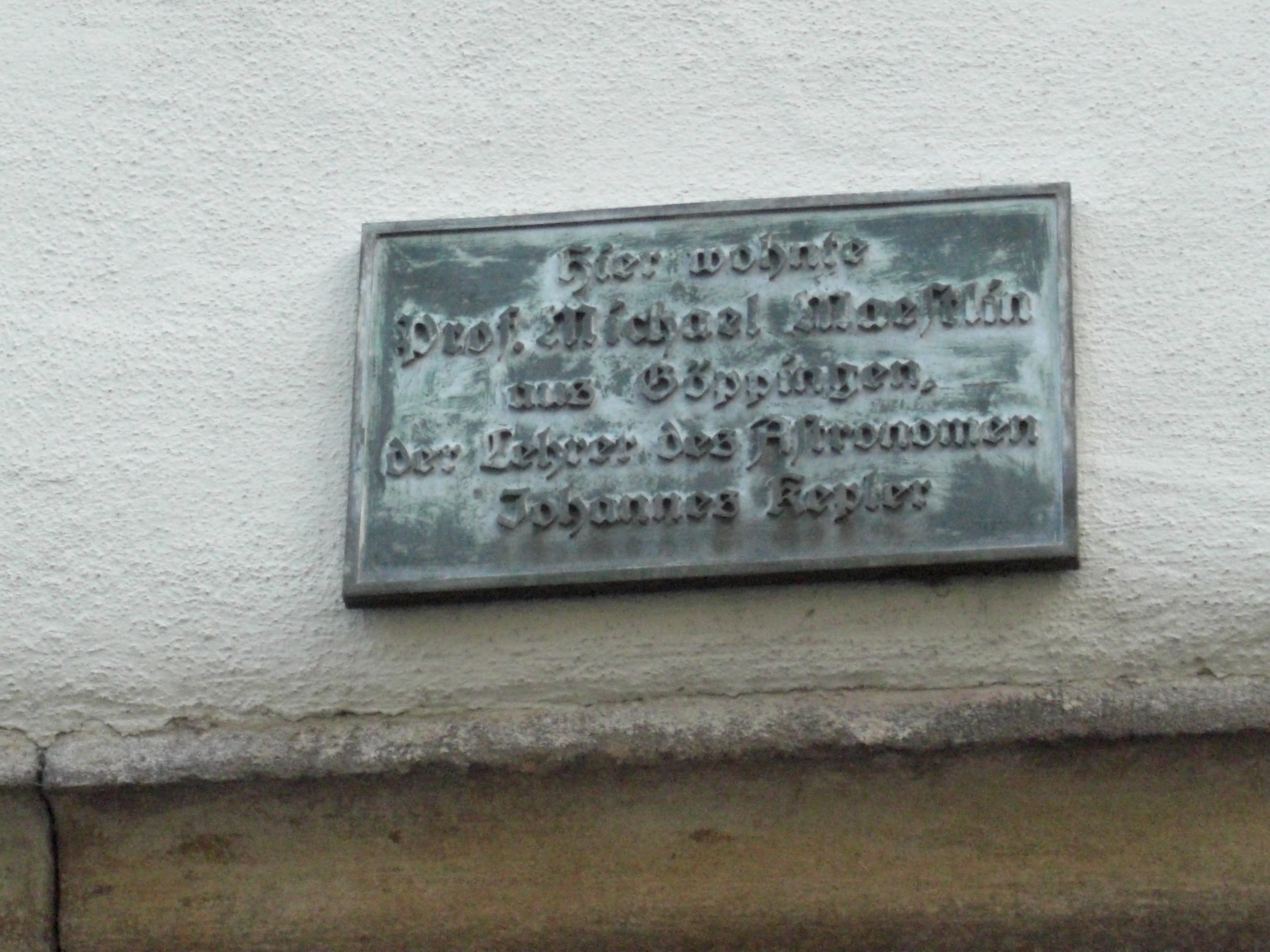
Gedenktafel für Michael Maestlin, an seiner ehemaligen Wohnstätte in Tübingen, an der Burgsteige 7

Michael Maestlin, Mästlin oder auch Möstlin (* 30. September 1550 in Göppingen; † 20. Oktober 1631 in Tübingen) war ein deutscher Theologe, Mathematiker und Astronom. In der Literatur ist er vor allem als Lehrer und Förderer von Johannes Kepler bekannt.

## Leben
Mästlin studierte im Evangelischen Stift Tübingen Theologie, Mathematik und, angeregt durch den Mathematikprofessor Philipp Apian, Astronomie. Er wurde 1568 immatrikuliert, 1569 Bakkalaureus, 1571 Magister. Erste Veröffentlichungen waren ein Anhang zu einem Nachdruck der Preußischen Tafeln von Erasmus Reinhold von 1571 und ein Essay über die Nova von 1572 aus dem Jahr 1573, der Aufnahme in die Astronomiae instauratae progymnasmata (1602) von Tycho Brahe fand. Die Geburt eines neuen Sterns in der Nova überzeugte ihn, dass auch im Himmel neue Dinge entstehen können. Das und die Kometen von 1577 und 1580 ließen ihn an der Aristotelischen Kosmologie zweifeln. Als Apian, dessen Assistent er war, Tübingen 1575 verließ, war er ein Jahr lang dessen Vertreter, was aber nicht erneuert wurde. Ab 1576 war er Diakon in Backnang, wo er seine wissenschaftlichen Kenntnisse vertiefte. Ab 1580 war er Professor der Mathematik an der Universität Heidelberg und ab 1584 an der Universität Tübingen als Nachfolger von Apian, der ein religiöses Treuegelöbnis nicht leisten wollte. Später kaufte er Apians Bibliothek von dessen Witwe. Zwischen 1588 und 1629 war er achtmal Dekan der Artistenfakultät in Tübingen, wo er bis zu seinem Tod lehrte.
Mästlin galt als Anhänger des heliozentrischen Weltbildes von Nicolaus Copernicus. 1570 erwarb er eine Ausgabe von dessen Hauptwerk De revolutionibus orbium coelestium (seine mit vielen Kommentaren versehene Ausgabe ist in Schaffhausen). Öffentlich bekannte er sich 1578 zur Lehre des Kopernikus in seiner Diskussion des Kometen von 1577.
Er war wichtigster Lehrer und zugleich lebenslanger Freund von Johannes Kepler, den er mit der heliozentrischen Planetenordnung des Kopernikus bekannt gemacht hatte. Auch wird ihm fälschlich zugeschrieben, Galileo Galilei für die neue Lehre gewonnen zu haben. Galilei selbst hatte das einem ausländischen Professor zugeschrieben, den er als Student hörte (diesen identifizierte Gerhard Johann Voss 1650 mit Mästlin). Stattdessen machte Christian Wurstisen aus Basel, wo 1566 die zweite Auflage von De Revolutionibus Orbium Coelestium erschien, Galilei zuerst damit bekannt.
Die erste bekannte dezimale Berechnung des Goldenen Schnitts als „ungefähr 1,6180340“ beschrieb er 1597 auf einen Brief von Kepler.  Neben Leonardo da Vinci gilt auch Mästlin als erster, der das aschgraue Mondlicht korrekt als Erdschein erklärt hat. Er erkannte des Weiteren, dass Kometen wie der Komet von 1577, bei dem er keine Parallaxe feststellen konnte, keine sublunaren bzw. atmosphärischen (meteorologischen) Erscheinungen sind. Stattdessen verortete er sie in der Sphäre der Venus.
Sein einführendes Lehrbuch Epitom der Astronomie erschien 1582 und erlebte bis 1624 insgesamt sieben Auflagen. Er trat dafür ein, den Gregorianischen Kalender des Papstes in protestantischen Ländern nicht einzuführen.
1577 heiratete er die Winnender Bürgermeisterstochter Margarete Grüninger (1551–1588), mit der er drei Töchter und drei Söhne hatte. Nach dem Tod seiner Frau heiratete er 1589 die Tübinger Professorentochter Margarete Burckhardt (1564–1622), mit der er neun Kinder hatte. Ein Sohn (Gottfried) wurde Professor für Sprachen in Tübingen. Zu Michael Mästlins Nachkommen gehört der Philosoph Georg Wilhelm Friedrich Hegel.
Im Jahre 1961 wurde der Mondkrater Maestlin nach ihm benannt.

## Mitwirkung anMysterium cosmographicum
Mästlin war nicht nur Johannes Keplers Lehrer, sondern er half ihm auch bei seinem ersten und gleichzeitig einem seiner berühmtesten Werke Mysterium cosmographicum von 1596. Keplers mathematische und astronomische Kenntnisse waren damals noch nicht auf dem Stand seines Lehrers, was er in einem Brief an Mästlin selbst eingestand und diesen um Hilfe bei den Berechnungen für sein Buch bat. Mästlin war seinem Schüler dabei behilflich und verfasste den Anhang De dimensionibus orbium et sphaerarum coelestium iuxta (ab S. 161) über die von ihm weiterentwickelte Planetentheorie von Kopernikus mit verbesserten Parametern, die er den Preußischen Tafeln von Reinhold entnahm. In einem Diagramm wurden erstmals die Reihenfolge der Planeten im Sonnensystem im Kopernikanischen System gezeigt.
Später stellte Kepler seinen Lehrer in den Schatten. Kepler trat für einheitliche Gesetze im Himmel wie auf der Erde ein und versuchte, den Planetenbewegungen eine physikalische Grundlage zu geben, worüber sein Lehrer Mästlin nach Kepler nur lachen konnte. Nach Mästlin hatten Astronomie und Physik nichts miteinander zu tun.

## Werke (Auswahl)
- Ephemeris nova anni 1577, Gruppenbach, Tübingen 1576 (Digitalisat).
- Observatio et demonstratio cometae aetherei, qui anno 1577 et 1578 ... apparuit. Gruppenbach, Tübingen 1578
- Ephemerides novae ab anno 1577 ad 1590, supputatae ex tabulis prutenicis, Tübingen 1580
- Consideratio et observatio cometae aetherei astronomica, qui anno 1580... apparuit. Jakob Müller, Heidelberg 1581 (Digitalisat).
- Epitome Astronomiae, Heidelberg 1582 M 98 im VD 16., urn:nbn:de:bvb:12-bsb00021089-4, Volltext
- De astronomiae hypothesibus sive de circulis spharicis et orbibus theoricis disputatio, Heidelberg 1582.
- Außführlicher und gründtlicher Bericht Von der allgemainen, vnd nunmehr bey sechtzehen Hundert Jaren, von dem ersten Keyser Julio, biß auff jetzige vnsere Zeit, im gantzen H. Römischen Reich gebrauchter Jarrechnung oder Kalender. Müller, Heidelberg 1583 (Digitalisat).
- Notwendige und gründtliche Bedenckhen von dem... Kalender. Spieß, Heidelberg 1584.
- Alterum examen novi pontificialis Gregoriani Kalendarii. Gruppenbach, Tübingen 1586.
- Defensio alterius sui examinis. Gruppenbach. Gruppenbach, Tübingen 1588.
- Tres disputationes astronomicae et geographicae. Gruppenbach, Tübingen 1592 (Digitalisat).
  - De climatibus
  - De zonis
  - De diebus naturalibus et artificialibus
- Disputatio de eclipsibus solis et lunae, Tübingen 1596 (Digitalisat).
- Geographische Land-Tafel, darinnen ... zu sehen, wie ... Herr Friderich, Hertzog zu Wirtemberg ... auß Ihrer ... Hauptstatt ... Stutgartten gezogen ... zu Rom ... anno 1600 ... ankommen und ... widerum ... heimgelangt anno 1601. Tübingen 1602 (Digitalisat).

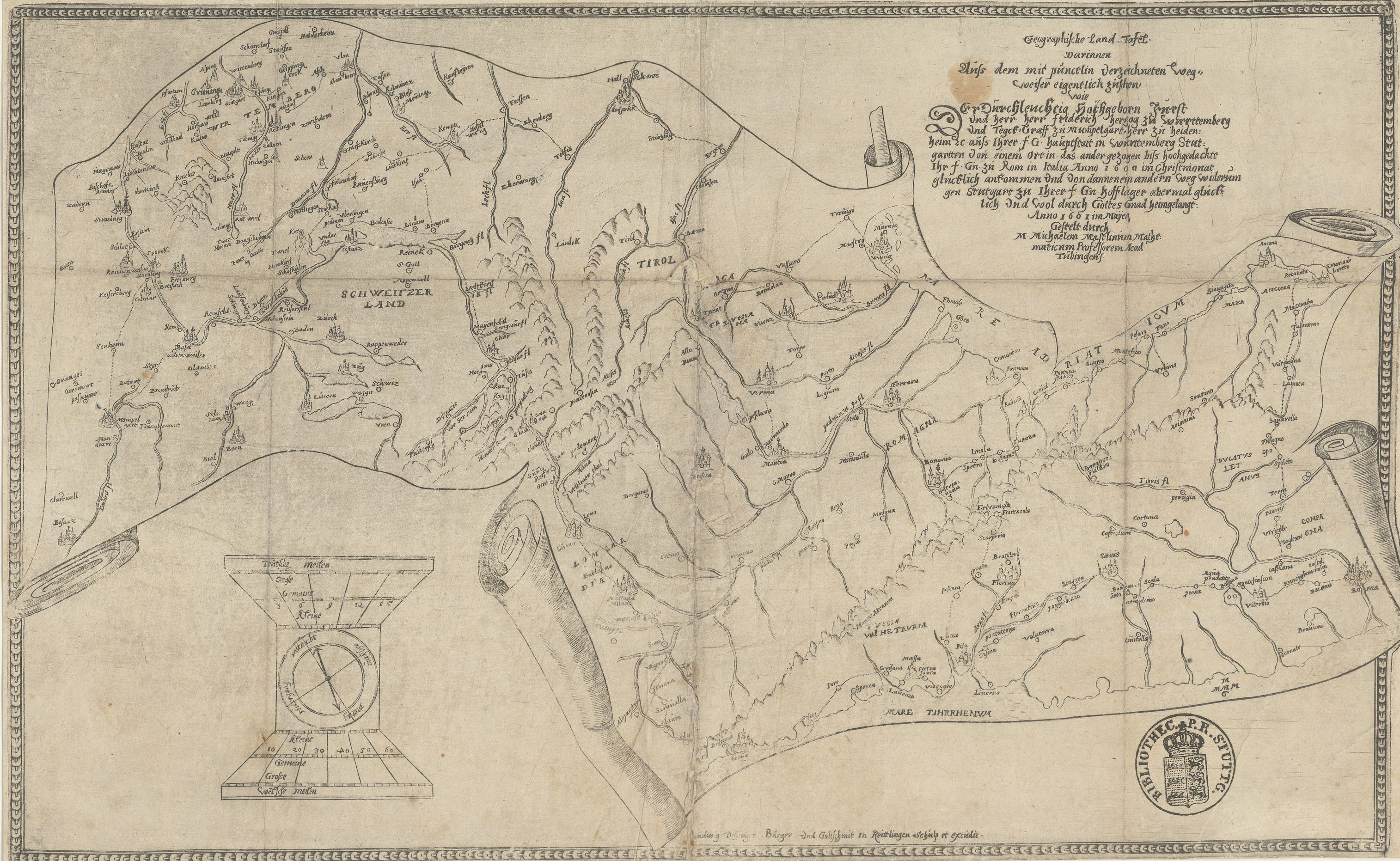
Geographische Landtafel, 1602